# Identità virtuale
L'identità virtuale (anche identità in rete o identità online) è la costruzione ed il riconoscimento della propria individualità tramite i diversi dispositivi di comunicazione su internet.
L'identità virtuale se da una parte deve tenere conto delle problematiche connesse con l'aspetto della protezione della privacy, dall'altra può letteralmente sbizzarrirsi con identità fittizie.
Dagli anni ’90, in concomitanza con la diffusione globale di internet, l’avvento della società dell’informazione e della comunicazione (network society) ha richiamato l’attenzione di alcuni studiosi sulla costruzione dell’identità in rete.

## Storia
A partire dagli anni ’90 sono iniziati i primi studi specifici sul tema, in modo particolare su come gli individui si rapportano con la propria rappresentazione nel più ampio contesto sociale del cyberspazio (per esempio nei newsgroup, nelle chat, nelle mail…). Ovviamente, come è successo in passato con l’introduzione di nuove tecnologie, le opinioni dei ricercatori sul mondo di Internet sono state spesso discordanti, da una parte vi era chi temeva una progressiva erosione comunicativa nelle interazioni tra gli individui; dall’altra invece vi era chi vedeva nei nuovi mezzi di comunicazione un veicolo privilegiato per forme di libertà e di democratizzazione.
A questo proposito Sherry Turkle è stata una delle prime etnografe della rete che ha visto negli ambienti online dei “luoghi” in cui gli individui possono sperimentare e costruirsi una molteplicità di identità per fuggire dal proprio status della vita quotidiana e allo stesso tempo migliorare la propria riflessività e la autocomprensione attraverso le strategie narrative del sé (per esempio sui MUD e su Second Life). Gli ambienti online vengono descritti come moratorie psicosociali; gli individui in questi spazi di sperimentazione si costruiscono liberamente delle identità multiple caratterizzate da un insieme di ruoli.

## Tra razionalismo sistemico e socialità mediata
I primi studi sull’identità risalgono agli anni ’80 e sono incentrati soprattutto sulle implicazioni sociali della comunicazione mediata dal computer (CMC); in essi vengono stabiliti le prime impostazioni teoriche che negli anni successivi verranno riconsiderate e ristrutturate. In un primo momento per la teoria della “Social Presence” l’idea di fondo che emerge è che la CMC sia considerato un tipo di comunicazione fredda, impersonale, autoriferita e non coinvolgente e che quindi non rende possibile l’instaurazione delle interazioni relazionali tra gli individui.
In seguito, viene elaborato il modello teorico della “Reduced Social Cues (RSC)”, che si pone in completa antitesi con la “Social Presence”, secondo cui la CMC innescherebbe degli effetti sociopsicologici nell’individuo, quindi in sostanza viene sostenuta l’ipotesi che i computer vengono utilizzati soprattutto per motivi personali e relazionali. Il concetto centrale di questo modello rientra nella deindividuazione in cui grazie a una situazione di anonimato verrebbe attribuita meno importanza alle regole e alle norme sociali; in alcuni casi si registrano anche comportamenti di tipo antisociale come il flaming (dei violenti scontri verbali online).
Quindi la costruzione dell’identità si colloca in un processo di equalizzazione sociale in cui avviene un vero e proprio azzeramento del piano sociale. L’anonimato e la non visibilità fanno dell’identità in rete un foglio bianco.

## Etnografia di rete
Dagli anni ’90 gli studi e le impostazioni teoriche si focalizzavano sui rapporti interazionali multiutente che si stabilivano tra gli individui nelle comunità virtuali. Il “Postmodernismo radicale” mette in evidenza come gli utenti di questi ambienti virtuali grazie all’anonimato (sotto pseudonimo o nickname) si sentono liberi di esprimersi e di sperimentare aspetti latenti della loro identità, in quanto si sentono in un certo senso svincolati dalla restrittività delle regole e delle aspettative sociali. Proprio per questa possibilità di sperimentare, costruire liberamente la propria identità e avere il pieno controllo della presentazione del sé online gli ambienti digitali vengono anche definiti dei “identity playground” (parchi gioco dell’identità). Una delle sperimentazioni più significative che vengono svolte sono relative al fenomeno del gender-switching che sarebbe la strategia di assumere nelle comunità online il genere opposto a quello proprio.
Nei processi di costruzione dell’identità in rete avviene una dissociazione del legame inscindibile (almeno nei contesti offline) tra corpo e identità; nei giochi di ruolo online i vari personaggi possono essere indefiniti e facilmente modificabili a completa discrezione e volontà degli utenti. Questo gioco delle identità tuttavia presenta un limite rilevante, messo in luce per la prima volta da Sherry Turkle, attinente alla saturazione del sé; ossia la sperimentazione dei vari aspetti della personalità in un ambiente ipermediatizzato (passando ripetutamente da contesti offline a online e viceversa) è dipendente dalle capacità di ciascun individuo di gestione degli stessi contemporaneamente. Inoltre, il soggetto nell’impersonare i suoi personaggi multipli (indossando le sue maschere) e attraversando costantemente la dimensione “multitasking a finestre”, stabilisce le sue relazioni pur in presenza della dislocazione dei differenti aspetti del sé che rimangono autolimitati in un preciso network interazionale.

### Il sé incarnato e il sé desiderato
Secondo Sherry Turkle gli individui online trovano degli ambienti ideali per poter sperimentare degli aspetti repressi del proprio sé che perlopiù utilizzano nella costruzione dell’identità. Tali pratiche identitarie sviluppano una poliedricità identitaria che liberano l’individuo dalle convenzioni e dalle responsabilità sociali; anche le relazioni sociali online e offline vanno oltre lo status e i ruoli dell’individuo stesso.
Negli ultimi anni dagli studi di etnografia in rete però è emersa da parte degli individui anche un’esigenza relazionale da applicare sia nei contesti online sia in quelli offline che quindi diventa più urgente del desiderio di evadere dal sé incarnato per indossare la maschera di un sé desiderato  utilizzando soprattutto i meccanismi narrativi del sé.
Nella narrazione riflessiva del sé la chat diventa lo spazio digitale, intrinsecamente provvisorio e indeterminato, che idealmente racchiude le manifestazioni del sé e di un’identità personale frammentata. Benché la chat si svolga in un ambiente virtuale il tipo di interazioni che hanno luogo online sono influenzate in maniera rilevante dalle logiche comportamentali tipiche della comunicazione faccia a faccia; anche se l’interlocutore si cela nelle frasi scritte in uno schermo noi trasfiguriamo il soggetto in questione nella sua corporeità perché non riusciamo a parlare con qualcuno e a percepire appieno le emozioni che ci suscitano determinate chat senza un minimo di immedesimazione e senza fare riferimento a dei fatti/conversazioni che abbiamo precedentemente vissuto e affrontato nella vita reale. Gli individui delle chat in un certo senso è come se mettessero in scena dei personaggi/autori (in senso goffmaniano) il cui unico elemento identificativo è il loro nickname (pseudonimo).

### Giochi di ruolo
Il gioco delle identità può essere considerato come un’alternativa utile a estraniarsi dalla realtà; più nello specifico da un determinato luogo e tempo in cui l’individuo impersona un ruolo differente da quello di tutti i giorni (fa credere agli altri di essere un'altra persona). Questa assunzione del ruolo di un personaggio è riscontrabile per esempio nei vari giochi di ruolo online. Il gioco di ruolo è come se fosse una “macchina dell’immaginazione” in cui i giocatori condividono la narrazione e al tempo stesso sono gli stessi protagonisti e co-autori della storia.
Con lo sviluppo di Internet e delle nuove tecnologie i giochi di ruolo interattivi sono caratterizzati da un tipo di comunicazione multimediale in cui soprattutto i giovani subiscono una concomitanza di pratiche di costruzione dell’identità in cui avviene un’appropriazione consapevole della molteplicità, della differenza e dell’alterità; rimanendo radicati alla propria identità culturale e ai valori di riferimento. Questa assunzione di ruoli multipli differenti, sebbene avvengano in un contesto online, risultano determinanti per la costruzione dell’identità, in quanto l’individuo anche inconsciamente riesce ad appropriarsi di prospettive molto diversificate che coinvolgono una realtà più complessa e coerente che chiama in causa gli aspetti: economici, politici, religiosi e simbolici.
La narrazione reticolare e dei mondi possibili subisce una rilevante trasformazione, tramite il computer e Internet, nei giochi di ruolo online dove la partecipazione degli utenti diventa l’esercizio di una scelta (play) in uno schema definito dalle regole (game). 
Negli ambienti digitali le dinamiche delle interazioni di gruppo risultano non distinguibili da quelle che si attuano nella vita reale; per quanto riguarda poi la comunicazione interattiva è possibile affermare che le identità si fondano sulla costruzione di senso. Questa nuova riconfigurazione è evidente con lo sviluppo dei MUD.
I MUD (Multi User Dungeon, Multi User Dimension o Domain) sono ambienti multiutente testuali di interazione caratterizzati da un’impostazione ludica (in genere ispirata agli immaginari tipici dei giochi di ruolo fantasy). 
In base al tipo di narrazione che si svolge e si evolve all’interno dell’ambiente virtuale del MUD il giocatore costruisce attivamente il suo personaggio e si connetterà sempre con un login ed una password. L’utente diventa autore di sé stesso e tramite le proprie scelte e la sua personalità costruisce il suo personaggio.

### Pratiche di soggettivazione
Nel MUD è possibile individuare quattro tipologie di pratiche di soggettivizzazione: l’interpretazione, la costruzione dell’anonimato, l’occultamento e la falsificazione. L’interpretazione definita in questo caso anche “role play gaming” rappresenterebbe il vero e proprio gioco di ruolo in quanto avverrebbe la cancellazione del giocatore e dell’utente per far risaltare il personaggio nelle interazioni e nella presentazione di sé. Quindi avviene un tipo di interazione in cui si finge di immedesimarsi completamente con l’ambiente di gioco; l’utilizzo di questo tipo di pratica talvolta è resa esplicita dallo stesso giocatore, ma la tendenza generale è la sua attivazione tramite un profilo secondario segreto facendo in modo di eliminare le possibili tracce che lo possono rendere identificabile dagli altri giocatori. L’anonimato è riconducibile soprattutto alla fuga dal controllo sociale e a una forma di deresponsabilizzazione delle proprie azioni/insulti (quindi tutto ciò che va contro le regole di netiquette). 
Normalmente per merito del network relazionale che si stabilisce nella comunità online le informazioni di base e quelle caratterizzanti dell’individuo sono conosciute da tutti gli altri giocatori, nel caso invece di pratica di occultamento siamo in presenza di una volontaria cancellazione di questi elementi; questi giocatori occulti stranamente talvolta assumono più visibilità e pubblicità di qualsiasi altro personaggio del MUD. 
Nella falsificazione, a differenza dell’anonimato dove si cerca di far scomparire gli elementi caratterizzanti dell’identità del giocatore, l’obbiettivo principale è quello di avere un riconoscimento sociale di un giocatore falso/fittizio (si fa credere l’esistenza di un utente che sostanzialmente non esiste e le cui qualità non corrispondono alla realtà) per motivi di derisione o di danneggiamento degli altri giocatori. Vi sono delle pratiche specifiche di falsificazione che vengono messe in atto dal giocatore come ad esempio il trolling (una falsificazione volontaria dell’identità del giocatore).
Mentre il trolling è una pratica immediata vi sono altre strategie più complesse e dettagliate che permettono al giocatore di costruirsi una propria storia relazionale che si protrae nel tempo e che mira a instaurare una condizione di fiducia duratura con gli altri giocatori (principalmente con l’intento di ferire il prossimo). A causa della falsificazione sia per quanto riguarda i gruppi formali sia per quelli informali i confini per appartenere una cerchia sociale/comunità diventano molto definiti ed esclusivi.

### Second Life
Più recentemente ai MUD si sono affiancati dei nuovi giochi al computer che sfruttano la grafica in tre dimensioni; questi sono denominati MMORPG (Massive Multiplayer Online Role Playing Games) che a livello interazionale non sono molto diversi dai MUD, anche se risultano più complessi e riduttivi nello sviluppo della costruzione dell’identità impersonificata nel personaggio e della narrazione in generale (e questo sarebbe causato soprattutto dalla presenza di troppi utenti nei giochi online). In questo tipo particolare di comunicazione mediata CMC le costruzioni dei significati sono incentrate sull’identità e sul processo di interazione in cui ciascun individuo cerca una conferma di sé da parte del prossimo. Quindi in sostanza si costituirebbero una molteplicità di identità che rendono possibile l’intromissione in differenti mondi dove è possibile accedere anche a molteplici significati.
Un esempio di MMORPG è Second Life un mondo online multiutente, che si colloca al limite tra realtà e fantasia, in cui ogni singolo contenuto/caratteristica degli avatar e dell’ambiente circostante è creato dagli utenti stessi. Le attività che gli utenti possono svolgere su Second Life sono molteplici ad esempio: socializzare pubblicamente o privatamente con gli altri utenti, partecipare ad attività di gruppo o individuali di vario tipo (mostre, feste, concerti…), scattare fotografie e molte altre azioni sprigionando totalmente la propria immaginazione e creatività. 
Sherry Turkle ha condotto uno studio etnografico di rete iscrivendosi lei stessa in Second Life intravedendone le potenzialità come possibile laboratorio per l’identità. Le caratteristiche e le dinamiche di mascheramento e di costruzione dell’identità nei MMORPG sono in sostanza le medesime dei MUD, tuttavia vi è un’ulteriore progressione sistematica e di crescita personale. 
Tramite gli avatar l’individuo si “allena” per la vita reale; acquisisce più consapevolezza di sé stesso (punti di forza e debolezze) e soprattutto capisce ciò che realmente desidera.

## Identità come Brand
Il personal branding è una forma di autoimprenditorialità, sviluppata nel nuovo millennio, le cui cause generali vanno ricercate soprattutto nel cambiamento del mercato del lavoro; infatti se fino alla metà degli anni ’90 vi era una condizione di stabilità lavorativa, oggi invece come conseguenza della crisi occupazionale e della flessibilità diventa necessario re-inventarsi una nuova occupazione tramite il libero professionismo. Negli Stati Uniti più o meno intorno agli anni Novanta ha avuto inizio la tendenza del personal branding che porta gli individui a gestire la propria identità come se fosse l’identità di una marca facendo attenzione alla coerenza dell’immagine valoriale e applicando strategie di differenziazione dai concorrenti per acquisire visibilità. In un primo momento il personal branding si riferiva solamente ad un miglioramento esteriore (abbigliamento, postura, tono di voce…) ai fini dei soli colloqui lavorativi; progressivamente, invece, è diventata una vera e propria tendenza di autorappresentazione in rete.
Il primo a fare una concettualizzazione e a coniare il termine stesso di personal branding è stato Tom Peters con la pubblicazione dell’articolo “The Brand Called You”   nel 1997. Fare personal branding significa comunicare in modo efficace e influenzare positivamente gli altri in merito alla percezione del brand. Si possono riscontrare come elementi costitutivi: la competenza (ossia la capacità specifica sul mercato), la visibilità (per emergere dagli altri competitori) e infine il networking (ossia la capacità di valorizzare i propri contatti).
Il personal branding può essere percepito come una convergenza di: reputazione, comunicazione, competenze, capacità di rendersi visibili, portare risultati e creare relazioni. La precondizione necessaria per far sì che il branding abbia un futuro è la trasmissione di un’immagine veritiera, professionale ed efficace del proprio brand; se ciò non si dovesse verificare nel peggiore dei casi potrebbe causare una perdita di fiducia e di reputazione agli occhi dei consumatori. Invece avverrà l’aumento di reputazione favorevole e fiducia in un determinato brand e tutto ciò che intrinsecamente rappresenta qualora gli obbiettivi prefissati vengano raggiunti e comunicati con lo slogan indovinato, solo in questo modo è probabile che le persone saranno attirate sempre di più dagli ideali e dalle promesse valoriali fatte tramite il marchio. 
Tramite il personal branding un soggetto si caratterizza per determinate qualità (immagine-marchio, missione, valori, stile comunicativo…) che lo rendono distinguibile e “unico” rispetto a tutti gli altri; è una personificazione delle proprie caratteristiche principali in cui gli altri individui possono identificarsi.
Il branding, preso singolarmente, è una potente strategia di marketing che crea delle differenziazioni fittizie anche tra prodotti simili; a volte produce delle vere e proprie deformazioni mentali nei consumatori che sceglieranno di acquistare o meno un prodotto non in base a motivi razionali, ma su basi emotive. Analogamente il personal branding è un processo di empatia che crea la convinzione nei potenziali clienti dell’esclusività e della specificità di un determinato brand
Negli ultimi anni, anche per il numero esponenziale di utenti attivi sui social media, il potere dell’influencer marketing ha avuto un ruolo decisivo per lo sviluppo su scala globale dell’autoimprenditorialità e del personal branding. Infatti queste piattaforme social sono diventate un canale privilegiato per gli investimenti delle aziende dei brand, dove in particolare vengono promosse campagne pubblicitarie e vengono coinvolti personaggi noti per la creazione di contenuti originali sponsorizzati. Questi personaggi rientrano nella categoria degli “influencer”, persone che tramite il proprio account social riescono a influenzare le scelte di acquisto di nicchie di consumatori. Il successo di un influencer non è stabilito solo dal numero di follower e di like accumulati, infatti è importante tenere molto attivo il proprio profilo (essere presenti, attirare clienti sul proprio canale, commentare foto…).

## Identità Web 2.0
Con la diffusione del Web 2.0 e dei social media le interazioni online assumono ufficialmente la stessa rilevanza di quelle offline. La costruzione dell’identità online è profondamente ancorata a quella offline (lo si evince ad esempio anche dal passaggio che c’è stato tra l’anonimato allo pseudonimato), in quanto le reti sociali reali e virtuali sono le medesime.
Sherry Turkle vede negli ambienti online che si sono creati tramite i nuovi media e i social media una funzione quasi di terapia per risolvere i propri problemi e conflitti interiori (come avveniva in precedenza in Second Life). Nel suo libro   sottolinea sia le potenzialità riflessive della costruzione online del proprio sé, sia la falsa percezione creata dai social media di credere di essere sempre in compagnia pur essendo in solitudine; si crea quindi un progressivo distaccamento e disancoramento dalle interazioni faccia a faccia. Inoltre, dal momento in cui gli smartphone sono diventati parte integrante della quotidianità di tutti gli individui, assistiamo sempre più spesso a un “miscuglio esistenziale” tra vita online e offline.
Sui social network il feedback ricevuto dalla propria platea di amici/followers diventa un dato rilevante non solo per la costruzione dell’identità, ma anche per la presentazione del sé e della sua percezione.
Rispetto al rapporto che veniva stabilito con i nuovi media oggi la comunicazione mediale svolta tramite i social network diventa sempre di più di tipo egocentrico, in quanto si instaura una correlazione molto forte tra la soggettività e tutto ciò che la circonda (gli oggetti sociali). Per questo motivo è possibile definire i social come un’interrealtà, ossia uno spazio sociale che è caratterizzato da una costante influenza esperienziale e identitaria tra contesto online e offline e viceversa in cui l’individuo incorre principalmente nella conseguenza di essere considerato dai suoi interlocutori ciò che comunica. Nei social network l’individuo ha la possibilità di scegliere con chi e in che modo condividere e presentare la propria identità sociale e la propria storia.